# Johann Friedrich Julius Schmidt

Johann Friedrich Julius Schmidt (Fotografie)

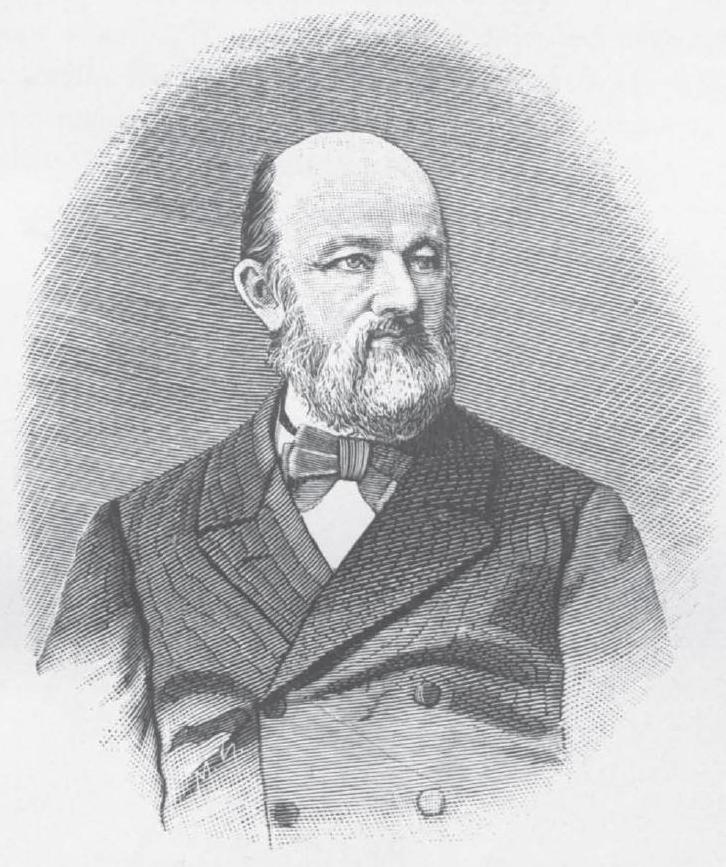
Johann Friedrich Julius Schmidt (Druck nach einem Stich)

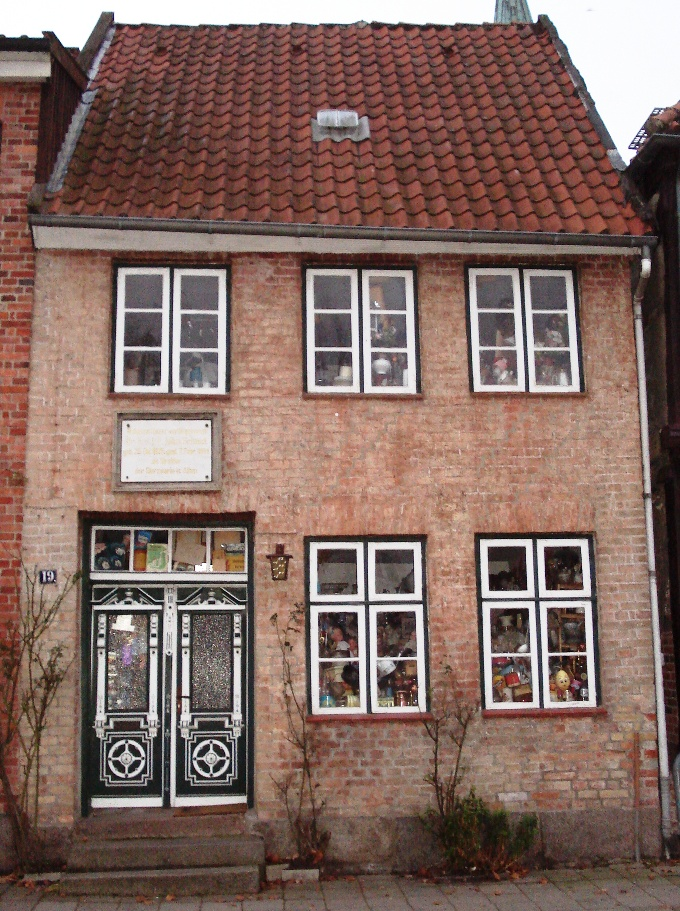
Das Geburtshaus von Johann Friedrich Julius Schmidt in Eutin

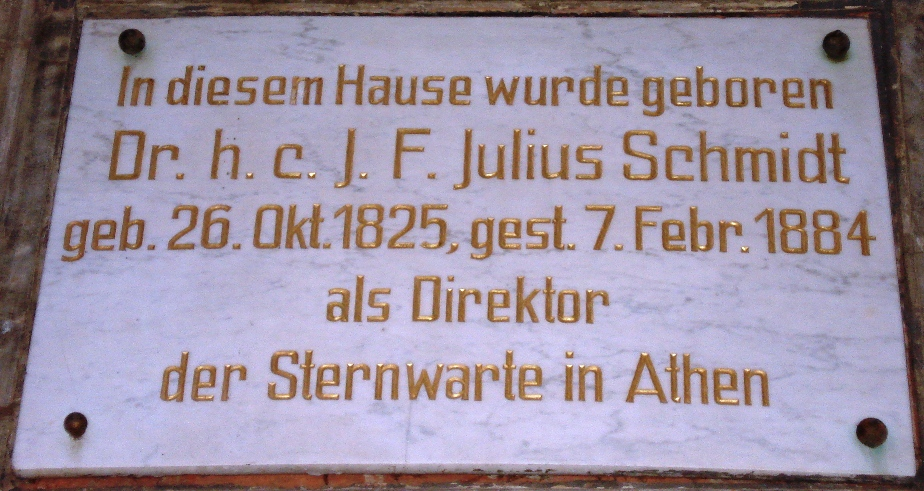
Erinnerungstafel am Geburtshaus von Johann Friedrich Julius Schmidt in Eutin

Johann Friedrich Julius Schmidt (meist kurz J. F. Julius Schmidt oder Julius Schmidt) (* 26. Oktober 1825 in Eutin, Großherzogtum Oldenburg; † 7. Februar 1884 in Athen, Griechenland) war ein deutscher Astronom und Geologe.
Er erstellte und veröffentlichte eine vollständige Mondkarte, bei der es sich um die genaueste Karte handelte, die im 19. Jahrhundert erstellt wurde.
Des Weiteren arbeitete er auf den Gebieten des Zodiakallichtes, der veränderlichen Sterne, der Kometen und Meteore.
Als Geologe beschäftigte sich Johann Friedrich Julius Schmidt mit dem Vulkanismus, Erdbeben und der Geographie Griechenlands.

## Leben

### Eutin
Johann Friedrich Julius Schmidt wurde 1825 in Eutin als Sohn des Glasers Carl Friedrich Schmidt (1791–1859) und dessen Ehefrau Maria Elisabeth Quirling (1794–1859) geboren. Er interessierte sich bereits als Schüler für astronomische Themen, wobei sein zeichnerisches Talent auffiel. Der Regierungsrat Ernst Hellwag ermöglichte ihm den Besuch der Eutiner Gelehrtenschule und verschaffte ihm Zugang zu einem Fernrohr.

### Hamburg und Altona
Für den Besuch des Gymnasiums wurde er zu Verwandten nach Hamburg gegeben. Dort kam er als 14-Jähriger in den Besitz des Buches Selenotopographische Fragmente von Johann Hieronymus Schroeter. Es begründete sein Interesse am Mond, das er in der Altonaer Sternwarte vertiefen konnte. Dort erhielt er auch Zugang zu der von Wilhelm Beer und Johann Heinrich von Mädler erstellten Mondkarte.
Die Schule brach Johann Friedrich Julius Schmidt vor dem Abitur ab und arbeitete ab 1842 an der Hamburger Sternwarte am Millerntor bei Karl Rümker. Dort lernte er die Grundlagen der Astronomie kennen, entdeckte einen neuen Kometen und berechnete dessen Bahn, wodurch die Fachwelt auf ihn aufmerksam wurde.

### Düsseldorf
1845 wurde er Assistent bei Johann Friedrich Benzenberg an dessen Sternwarte in Bilk nahe Düsseldorf. In Düsseldorf entdeckte Julius Schmidt den großen Junikometen 1845 (C/1845 L1), der auch unabhängig von anderen Astronomen in Europa registriert wurde. Seine Zeichnungen in seinem Beobachtungstagebuch sind allerdings die einzigen Bilddokumente dieses Kometen.

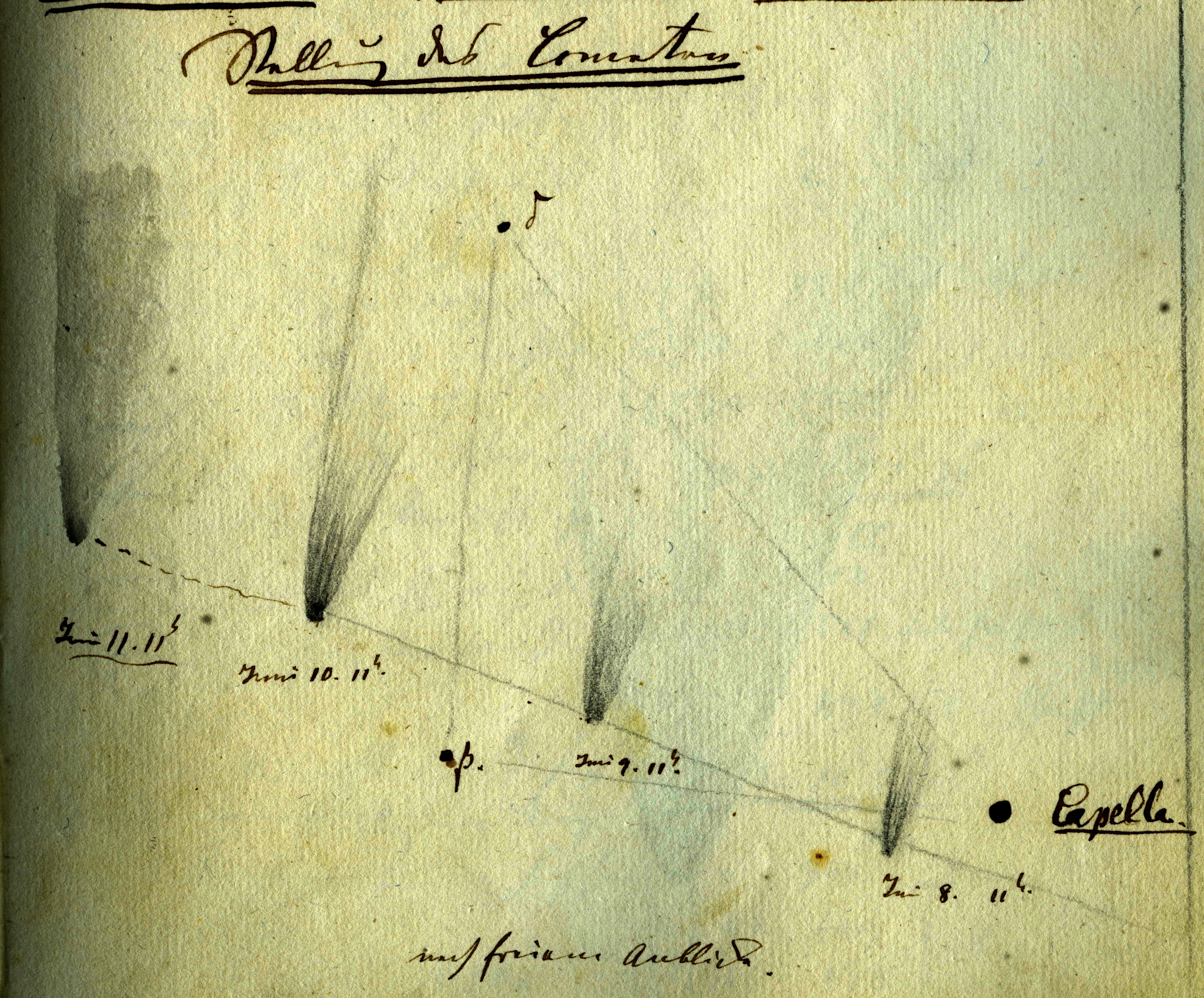
Komet C/1845 L1 vom 8. bis 11. Juni 1845

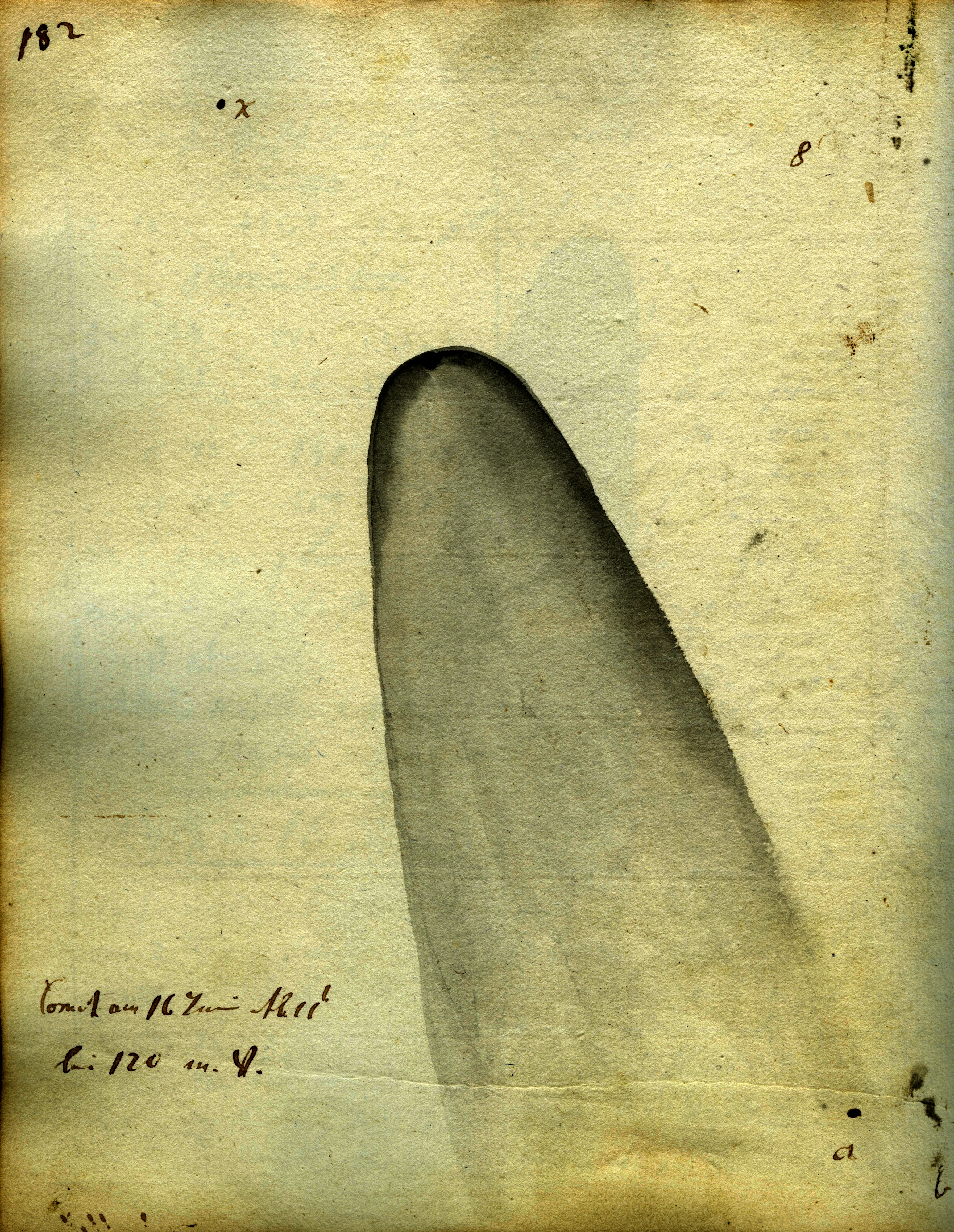
Komet C/1845 L1 am 16. Juni 1845

Im Oktober 1845 verließ Julius Schmidt Düsseldorf im Streit mit Benzenberg.

### Bonn

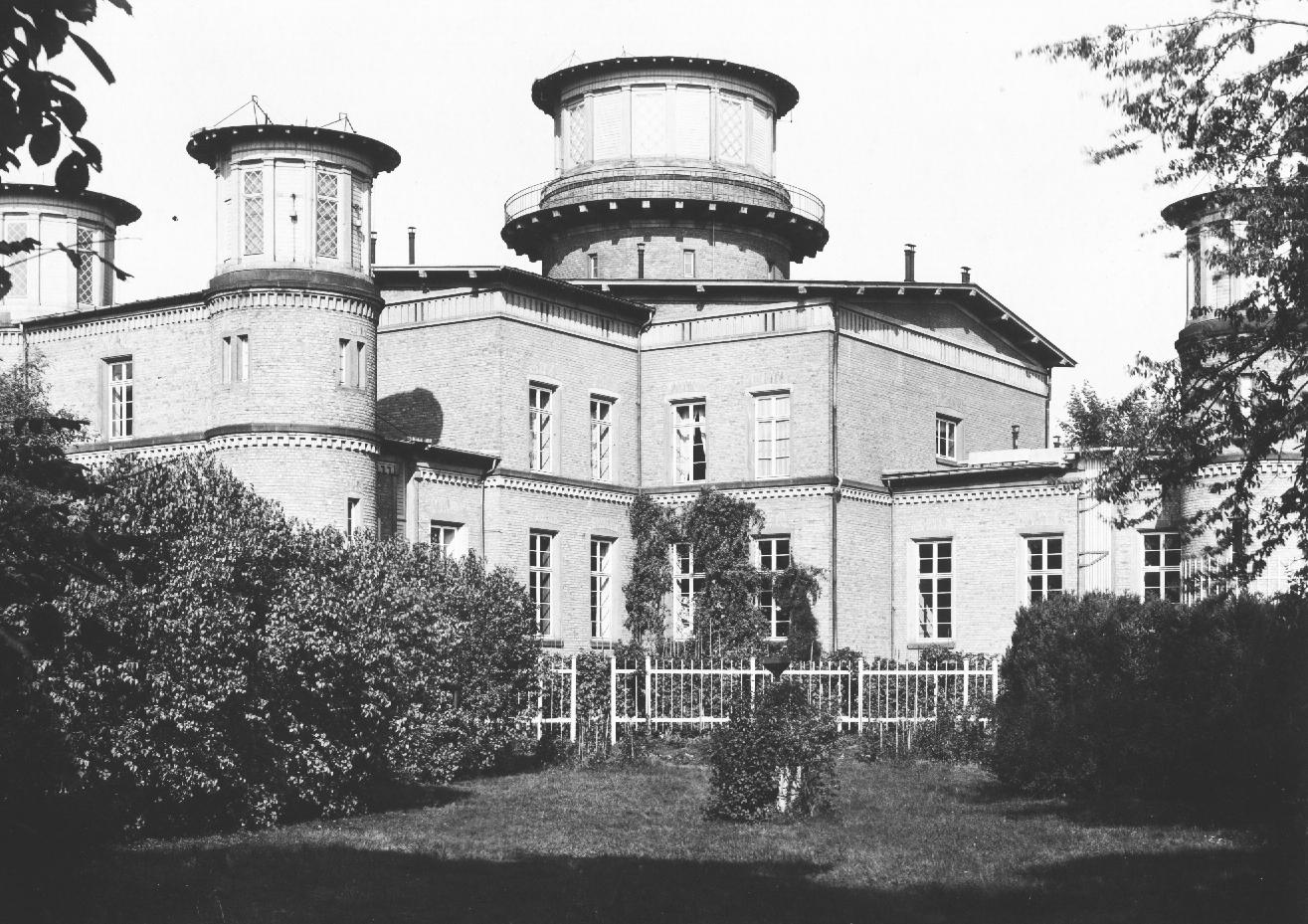
Die Sternwarte in Bonn (Foto von 1893)

Im Februar 1846 begann Schmidt seine Tätigkeit an der Bonner Sternwarte bei Friedrich Wilhelm August Argelander. Hier wurde er 1844 Mitglied der Burschenschaft Fridericia Bonn. und war 1845 Mitgründer der Bonner Burschenschaft Frankonia.

### Olmütz
1853 wurde er Leiter der privaten Sternwarte des Propstes Ritter Eduard von Unkrechtsberg in Olmütz (Mähren). Durch seine Arbeiten hier beeinflusste er stark das Interesse Gustav Tschermaks an der Geologie.

### Athen
1858 erhielt er den Direktorenposten an der Sternwarte von Athen, finanziert von dem griechischen Bankier Simon von Sina. In Athen blieb er für den Rest seines Lebens. Dort führte er mehr als 70.000 Beobachtungen veränderlichen Sterne durch, studierte Kometen und Meteore und entdeckte zwei Supernovae.

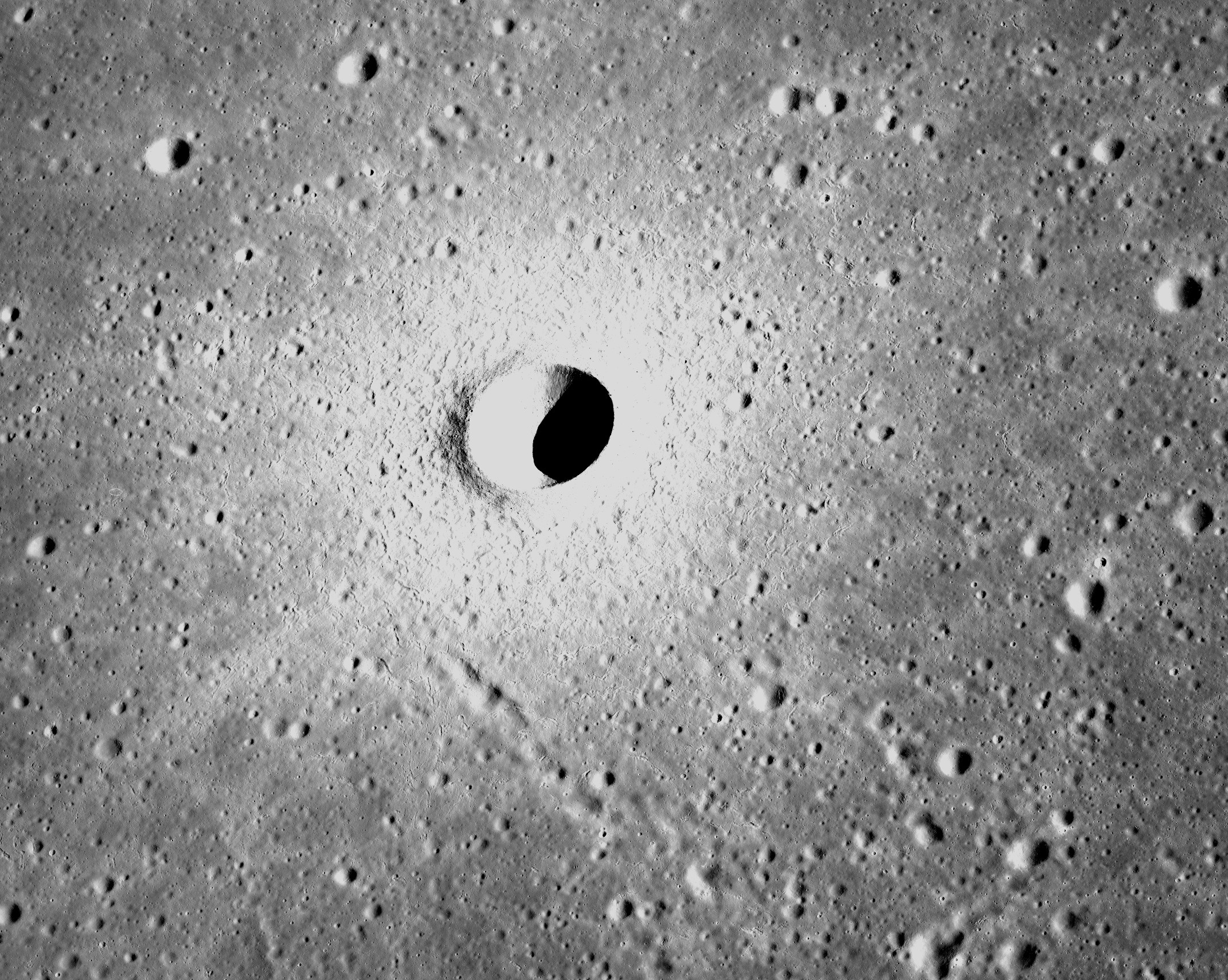
Der Mondkrater Linné

Bei seinen Beobachtungen stellte er 1866 – vermeintlich – fest, dass der Mondkrater Linné verschwunden sei. Der Bericht über diese Entdeckung führte zu einer Intensivierung der Mondforschung, da dies u. a. als ein Indiz für eine geologische Aktivität des Mondes gesehen wurde. Diese wurde bis in die Mitte des 20. Jahrhunderts diskutiert; später wurde diese falsche Beobachtung auf die Auflösungsgrenze der damals verfügbaren Fernrohre bei Detailbeobachtungen zurückgeführt.
1868 wurde er Ehrendoktor der Universität Bonn. 1883 wurde Schmidt in die American Academy of Arts and Sciences gewählt.
Als Ergebnis seiner jahrzehntelangen Beobachtungen veröffentlichte Johann Friedrich Julius Schmidt
- 1877 die von Wilhelm Gotthelf Lohrmann begonnene und nur teilweise veröffentlichte Mondkarte – unter dessen Namen. Die Karte enthält 7100 Krater.[5]
- 1878 die von ihm erstellte, aus 25 Blättern bestehende Charte der Gebirge des Mondes von 195 Zentimetern Durchmesser, auf der etwa 33.000 Mondkrater verzeichnet sind,[5] womit diese die genaueste Karte ist, die im 19. Jahrhundert erstellt wurde.[6]

Johann Friedrich Julius Schmidt verstarb 1884 plötzlich und wurde unter großer Anteilnahme der Athener beigesetzt.
1862 wurde er zum korrespondierenden Mitglied der Göttinger Akademie der Wissenschaften gewählt.

## Veröffentlichungen
- Beobachtungen über Saturn und dessen Ring im Jahre 1848 In: Astronomische Nachrichten. Altona 1848
- Resultate aus zehnjährigen Beobachtungen über Sternschnuppen. Berlin 1852, Digitalisat
- Beobachtung der totalen Sonnenfinsternis vom 28. Juli 1851 zu Rastenburg in Ostpreußen
- Neue Höhen-Bestimmungen am Vesuv, den phlegräischen Feldern, Roccamonfina und im Albaner-Gebirge, Digitalisat
- Das Zodiakallicht. Braunschweig 1856
- Der Mond. Leipzig 1856, Digitalisat
- Die Eruption des Vesuv im Mai 1855. Wien, Olmütz 1856, Digitalisat
- Resultate aus eilfjährigen Beobachtungen der Sonnenflecken, 1857, Digitalisat
- Über Rillen auf dem Mond. Leipzig 1866, Digitalisat
- Über Feuermeteore 1842 bis 1867. Wien 1867
- Vulkanstudien. Leipzig 1874, Digitalisat
- Studien über Erdbeben. Leipzig 1875. Digitalisat, 2. korrigierte Auflage
- Über Variabilis Cygni. In: Astronomische Nachrichten. Altona 1866
- (Hrsg.): Wilhelm Gotthelf Lohrmann – Mondcharte in 25 Sectionen, Berlin 1877, Digitalisat
- Charte der Gebirge des Mondes. Berlin 1878, Digitalisat
- Studien über Vulkane und Erdbeben, Leipzig, 1881,Digitalisat

## Sonstiges
- Nach Johann Friedrich Julius Schmidt ist (zusammen mit zwei weiteren Schmidts) der Mondkrater Schmidt benannt.
- An seinem Geburtshaus in Eutin befindet sich eine Tafel zur Erinnerung an Johann Friedrich Julius Schmidt.
- Der schriftliche Nachlass von Johann Friedrich Julius Schmidt befindet sich im Archiv der Berlin-Brandenburgischen Akademie der Wissenschaften[8]